# Pleurosicya larsonae
Pleurosicya larsonae is een straalvinnige vissensoort uit de familie van grondels (Gobiidae). De wetenschappelijke naam van de soort is voor het eerst geldig gepubliceerd in 2004 door Greenfield & Randall.